# 3성 장군

NATO 중장 계급의 휘장

3성 장군(3 star general), 3성 제독(3 star admiral) 또는 3성 계급(3 star rank)은 나토 계급 부호 OF-8로 대부분의 군대에서 상급 지휘관을 가리키는데 사용하는 용어이다. 또한 이 용어는 나토 회원국이 아닌 국가의 군대에서도 사용한다. 일반적으로, 3성 장군은 해군, 육군, 공군 등에서 각각 중장의 지위를 가지며, 중국군의 경우는 해군, 육군, 공군 등에서 각각 대장의 지위를 가진다.

## 영국 3성 장군
- 해군 중장(Vice Admiral)[2]
- 해병대 중장(Lieutenant General)
- 육군 중장(Lieutenant General)[3]
- 공군 중장(Air Marshal)[4]

영국 육군 중장 견장
영국 해병대 중장 견장
영국 해군 중장 견장
영국 해군 중장 소매
영국 공군 중장 소매

## 미국 3성 장군
- 해군 중장(Vice Admiral)
- 해안경비대 중장(Vice Admiral)
- 연방공공보건서비스부대 의무총감(중장)(Vice Admiral/Surgeon General)
- 상무부 NOAA 담당 부차관보(중장)(Vice Admiral/Deputy Under Secretary for Operations, NOAA)
- 해병대 중장(Lieutenant General)
- 육군 중장(Lieutenant General)
- 공군 중장(Lieutenant General)

미국 해군 중장 견장과 소매
미국 해안경비대 중장 견장과 소매
미국 연방공공보건서비스부대 의무총감(중장) 견장과 소매
미국 상무부 NOAA 담당 부차관보(중장) 견장과 소매
미국 해병대 중장 견장
미국 육군 중장 견장
미국 공군 중장 견장

## 대한민국 3성 장군 (의전 서열순)
- 해병대사령관 (대한민국 3성 장군 최선임자)
- 국군 방첩사령관
- 합동참모차장 및 각 군 참모차장
- 육군 군단장, 해군/공군 작전사령관, 육,해,공군 교육사령관, 육,해,공군 사관학교장, 육군 지상작전사령부 부사령관 등이 있다.

한국 육군 중장 견장
한국 해군 중장 견장과 수장
한국 해병대 중장 견장
한국 공군 중장 견장

육군이나 해병대 중장은 일반적으로 군단 규모 부대 단위(20,000명 ~ 45,000명)를 지휘한다.
반면, 공군 중장은 몇 개의 비행단으로 구성된 대규모 NAF를 지휘한다. 덧붙여, 각군의 중장은 종종 다양한 주요 지휘 본부나 미국 국방부에서 해당 부서의 수장으로 복무한다.

## 같이 보기
- NATO 계급과 휘장
- 군인 계급